# Světový pohár v běhu na lyžích 2013/2014
Světový pohár v běhu na lyžích 2013/14 byl seriálem závodů v běhu na lyžích během zimní sezóny. Organizovala jej Mezinárodní lyžařská federace (FIS). Součástí světového poháru je Tour de Ski. Celkové vítězství z loňského ročníku obhajovali Petter Northug a Justyna Kowalczyková.

## Výsledky závodů

### Muži

#### Individuální závody
| Závod                                                       | Místo konání                                       | Disciplína                                         | Datum                                              | 1. místo                                           | 2. místo                                           | 3. místo                                           | Detaily                                            |
| Ruka Triple (29. listopad 2013 – 1. prosinec 2013)          | Ruka Triple (29. listopad 2013 – 1. prosinec 2013) | Ruka Triple (29. listopad 2013 – 1. prosinec 2013) | Ruka Triple (29. listopad 2013 – 1. prosinec 2013) | Ruka Triple (29. listopad 2013 – 1. prosinec 2013) | Ruka Triple (29. listopad 2013 – 1. prosinec 2013) | Ruka Triple (29. listopad 2013 – 1. prosinec 2013) | Ruka Triple (29. listopad 2013 – 1. prosinec 2013) |
| ----------------------------------------------------------- | -------------------------------------------------- | -------------------------------------------------- | -------------------------------------------------- | -------------------------------------------------- | -------------------------------------------------- | -------------------------------------------------- | -------------------------------------------------- |
| 1                                                           | Kuusamo                                            | Sprint K                                           | 29. listopad                                       | Eirik Brandsdal                                    | Anton Gafarov                                      | Teodor Peterson                                    | [ 1 ]                                              |
| 2                                                           | Kuusamo                                            | 10 km K                                            | 30. listopad                                       | Lukáš Bauer                                        | Eldar Rønning                                      | Dmitrij Japarov                                    | [ 2 ]                                              |
| 3                                                           | Kuusamo                                            | 15 km V stíhací závod                              | 1. prosinec                                        | Noah Hoffman                                       | Maurice Manificat                                  | Marcus Hellner                                     | [ 3 ]                                              |
| Ruka Triple – konečné pořadí                                | Ruka Triple – konečné pořadí                       | Ruka Triple – konečné pořadí                       | Ruka Triple – konečné pořadí                       | Martin Johnsrud Sundby                             | Maxim Vylegžanin                                   | Alexandr Legkov                                    | [ 4 ]                                              |
| Konec Ruka Triple                                           |                                                    |                                                    |                                                    |                                                    |                                                    |                                                    |                                                    |
| 4                                                           | Lillehammer                                        | 15 km K                                            | 7. prosinec                                        | Pål Golberg                                        | Alexej Poltoranin                                  | Didrik Tønseth                                     | [ 5 ]                                              |
| 5                                                           | Davos                                              | 30 km V                                            | 14. prosinec                                       | Maurice Manificat                                  | Chris Jespersen                                    | Martin Johnsrud Sundby                             | [ 6 ]                                              |
| 6                                                           | Davos                                              | Sprint V                                           | 15. prosinec                                       | Anders Gløersen                                    | Martti Jylhä                                       | Sergej Usťugov                                     | [ 7 ]                                              |
| 7                                                           | Asiago                                             | Sprint K                                           | 21. prosinec                                       | Nikita Krjukov                                     | Alexej Poltoranin                                  | Gianluca Cologna                                   | [ 8 ]                                              |
| Tour de Ski (28. prosinec 2013 – 5. leden 2014)             |                                                    |                                                    |                                                    |                                                    |                                                    |                                                    |                                                    |
| 8                                                           | Oberhof                                            | 4,5 km V                                           | 28. prosinec                                       | Alex Harvey                                        | Devon Kershaw                                      | Chris Jespersen                                    |                                                    |
| 9                                                           | Oberhof                                            | Sprint V                                           | 29. prosinec                                       | [[]]                                               | [[]]                                               | [[]]                                               |                                                    |
| 10                                                          | Lenzerheide                                        | Sprint V                                           | 31. prosinec                                       | [[]]                                               | [[]]                                               | [[]]                                               |                                                    |
| 11                                                          | Lenzerheide                                        | 15 km K hromadný start                             | 1. leden                                           | [[]]                                               | [[]]                                               | [[]]                                               |                                                    |
| 12                                                          | Cortina–Toblach                                    | 30 km V stíhací závod                              | 3. leden                                           | [[]]                                               | [[]]                                               | [[]]                                               |                                                    |
| 13                                                          | Val di Fiemme                                      | 10 km K                                            | 4. leden                                           | [[]]                                               | [[]]                                               | [[]]                                               |                                                    |
| 14                                                          | Val di Fiemme                                      | 10 km V stíhací závod                              | 5. leden                                           | [[]]                                               | [[]]                                               | [[]]                                               |                                                    |
| Tour de Ski – konečné pořadí                                | Tour de Ski – konečné pořadí                       | Tour de Ski – konečné pořadí                       | Tour de Ski – konečné pořadí                       | [[]]                                               | [[]]                                               | [[]]                                               |                                                    |
| Konec Tour de Ski                                           |                                                    |                                                    |                                                    |                                                    |                                                    |                                                    |                                                    |
| 15                                                          | Nové Město                                         | Sprint V                                           | 11. leden                                          | [[]]                                               | [[]]                                               | [[]]                                               |                                                    |
| 16                                                          | Szklarska Poręba                                   | Sprint V                                           | 18. leden                                          | [[]]                                               | [[]]                                               | [[]]                                               |                                                    |
| 17                                                          | Szklarska Poręba                                   | 15 km K hromadný start                             | 19. leden                                          | [[]]                                               | [[]]                                               | [[]]                                               |                                                    |
| 18                                                          | Toblach                                            | 15 km K                                            | 1. únor                                            | [[]]                                               | [[]]                                               | [[]]                                               |                                                    |
| 19                                                          | Toblach                                            | Sprint V                                           | 2. únor                                            | [[]]                                               | [[]]                                               | [[]]                                               |                                                    |
| Zimní olympijské hry 2014 (7. února 2014 až 23. února 2014) |                                                    |                                                    |                                                    |                                                    |                                                    |                                                    |                                                    |
| 20                                                          | Lahti                                              | Sprint V                                           | 1. březen                                          | [[]]                                               | [[]]                                               | [[]]                                               |                                                    |
| 21                                                          | Lahti                                              | 15 km V                                            | 2. březen                                          | [[]]                                               | [[]]                                               | [[]]                                               |                                                    |
| 22                                                          | Drammen                                            | Sprint K                                           | 6. březen                                          | [[]]                                               | [[]]                                               | [[]]                                               |                                                    |
| 23                                                          | Oslo                                               | 50 km K hromadný start                             | 8. březen                                          | [[]]                                               | [[]]                                               | [[]]                                               |                                                    |
| Finále Světového poháru (14. březen 2014 – 16. březen 2014) |                                                    |                                                    |                                                    |                                                    |                                                    |                                                    |                                                    |
| 24                                                          | Falun                                              | Sprint K                                           | 14. březen                                         | [[]]                                               | [[]]                                               | [[]]                                               |                                                    |
| 25                                                          | Falun                                              | 30 km skiatlon                                     | 15. březen                                         | [[]]                                               | [[]]                                               | [[]]                                               |                                                    |
| 26                                                          | Falun                                              | 15 km V stíhací závod                              | 16. březen                                         | [[]]                                               | [[]]                                               | [[]]                                               |                                                    |
| Finále Světového poháru – konečné pořadí                    | Finále Světového poháru – konečné pořadí           | Finále Světového poháru – konečné pořadí           | Finále Světového poháru – konečné pořadí           | [[]]                                               | [[]]                                               | [[]]                                               |                                                    |

#### Týmové závody
| Závod | Místo konání | Disciplína       | Datum        | 1. místo                                                                       | 2. místo                                                            | 3. místo                                                                  | Detaily |
| ----- | ------------ | ---------------- | ------------ | ------------------------------------------------------------------------------ | ------------------------------------------------------------------- | ------------------------------------------------------------------------- | ------- |
| 1     | Lillehammer  | Štafeta 4×7,5 km | 8. prosinec  | Rusko I Dmitrij Japarov Alexandr Bessmertnykh Alexandr Legkov Maxim Vylegžanin | Norsko II Eldar Rønning Chris Jespersen Sjur Røthe Finn Hågen Krogh | Norsko I Pål Golberg Didrik Tønseth Martin Johnsrud Sundby Petter Northug | [ 9 ]   |
| 2     | Asiago       | Sprint dvojic K  | 22. prosinec | Norsko I Eldar Rønning Ola Vigen Hattestad                                     | Kazachstán I Nikolaj Čebotko Alexej Poltoranin                      | Norsko II Øystein Pettersen Eirik Brandsdal                               | [ 10 ]  |
| 3     | Nové Město   | Sprint dvojic K  | 12. leden    | [[]]                                                                           | [[]]                                                                | [[]]                                                                      |         |

### Ženy

#### Individuální závody
| Závod                                                       | Místo konání                                       | Disciplína                                         | Datum                                              | 1. místo                                           | 2. místo                                           | 3. místo                                           | Detaily                                            |
| Ruka Triple (29. listopad 2013 – 1. prosinec 2013)          | Ruka Triple (29. listopad 2013 – 1. prosinec 2013) | Ruka Triple (29. listopad 2013 – 1. prosinec 2013) | Ruka Triple (29. listopad 2013 – 1. prosinec 2013) | Ruka Triple (29. listopad 2013 – 1. prosinec 2013) | Ruka Triple (29. listopad 2013 – 1. prosinec 2013) | Ruka Triple (29. listopad 2013 – 1. prosinec 2013) | Ruka Triple (29. listopad 2013 – 1. prosinec 2013) |
| ----------------------------------------------------------- | -------------------------------------------------- | -------------------------------------------------- | -------------------------------------------------- | -------------------------------------------------- | -------------------------------------------------- | -------------------------------------------------- | -------------------------------------------------- |
| 1                                                           | Kuusamo                                            | Sprint K                                           | 29. listopad                                       | Justyna Kowalczyková                               | Kikkan Randallová                                  | Denise Herrmannová                                 | [ 11 ]                                             |
| 2                                                           | Kuusamo                                            | 5 km K                                             | 30. listopad                                       | Justyna Kowalczyková                               | Marit Bjørgenová                                   | Therese Johaugová                                  | [ 12 ]                                             |
| 3                                                           | Kuusamo                                            | 10 km V stíhací závod                              | 1. prosinec                                        | Charlotte Kallaová                                 | Therese Johaugová                                  | Marit Bjørgenová                                   | [ 13 ]                                             |
| Ruka Triple – konečné pořadí                                | Ruka Triple – konečné pořadí                       | Ruka Triple – konečné pořadí                       | Ruka Triple – konečné pořadí                       | Marit Bjørgenová                                   | Charlotte Kallaová                                 | Therese Johaugová                                  | [ 14 ]                                             |
| Konec Ruka Triple                                           |                                                    |                                                    |                                                    |                                                    |                                                    |                                                    |                                                    |
| 4                                                           | Lillehammer                                        | 10 km K                                            | 7. prosinec                                        | Justyna Kowalczyková                               | Charlotte Kallaová                                 | Marit Bjørgenová                                   | [ 15 ]                                             |
| 5                                                           | Davos                                              | 15 km V                                            | 14. prosinec                                       | Marit Bjørgenová                                   | Therese Johaugová                                  | Charlotte Kallaová                                 | [ 16 ]                                             |
| 6                                                           | Davos                                              | Sprint V                                           | 15. prosinec                                       | Marit Bjørgenová                                   | Kikkan Randallová                                  | Denise Herrmannová                                 | [ 17 ]                                             |
| 7                                                           | Asiago                                             | Sprint K                                           | 21. prosinec                                       | Justyna Kowalczyková                               | Anne Kyllönenová                                   | Maiken Caspersenová Fallaová                       | [ 18 ]                                             |
| Tour de Ski (28. prosinec 2013 – 5. leden 2014)             |                                                    |                                                    |                                                    |                                                    |                                                    |                                                    |                                                    |
| 8                                                           | Oberhof                                            | 3 km V                                             | 28. prosinec                                       | Marit Bjørgenová                                   | Astrid Jacobsen                                    | Sylwia Jaśkowiec                                   |                                                    |
| 9                                                           | Oberhof                                            | Sprint V                                           | 29. prosinec                                       | [[]]                                               | [[]]                                               | [[]]                                               |                                                    |
| 10                                                          | Lenzerheide                                        | Sprint V                                           | 31. prosinec                                       | [[]]                                               | [[]]                                               | [[]]                                               |                                                    |
| 11                                                          | Lenzerheide                                        | 10 km K hromadný start                             | 1. leden                                           | [[]]                                               | [[]]                                               | [[]]                                               |                                                    |
| 12                                                          | Cortina–Toblach                                    | 15 km V stíhací závod                              | 3. leden                                           | [[]]                                               | [[]]                                               | [[]]                                               |                                                    |
| 13                                                          | Val di Fiemme                                      | 5 km K                                             | 4. leden                                           | [[]]                                               | [[]]                                               | [[]]                                               |                                                    |
| 14                                                          | Val di Fiemme                                      | 9 km V stíhací závod                               | 5. leden                                           | [[]]                                               | [[]]                                               | [[]]                                               |                                                    |
| Tour de Ski – konečné pořadí                                | Tour de Ski – konečné pořadí                       | Tour de Ski – konečné pořadí                       | Tour de Ski – konečné pořadí                       | [[]]                                               | [[]]                                               | [[]]                                               |                                                    |
| Konec Tour de Ski                                           |                                                    |                                                    |                                                    |                                                    |                                                    |                                                    |                                                    |
| 15                                                          | Nové Město                                         | Sprint V                                           | 11. leden                                          | [[]]                                               | [[]]                                               | [[]]                                               |                                                    |
| 16                                                          | Szklarska Poręba                                   | Sprint V                                           | 18. leden                                          | [[]]                                               | [[]]                                               | [[]]                                               |                                                    |
| 17                                                          | Szklarska Poręba                                   | 10 km K hromadný start                             | 19. leden                                          | [[]]                                               | [[]]                                               | [[]]                                               |                                                    |
| 18                                                          | Toblach                                            | 10 km K                                            | 1. únor                                            | [[]]                                               | [[]]                                               | [[]]                                               |                                                    |
| 19                                                          | Toblach                                            | Sprint V                                           | 2. únor                                            | [[]]                                               | [[]]                                               | [[]]                                               |                                                    |
| Zimní olympijské hry 2014 (7. února 2014 až 23. února 2014) |                                                    |                                                    |                                                    |                                                    |                                                    |                                                    |                                                    |
| 20                                                          | Lahti                                              | Sprint V                                           | 1. březen                                          | [[]]                                               | [[]]                                               | [[]]                                               |                                                    |
| 21                                                          | Lahti                                              | 10 km V                                            | 2. březen                                          | [[]]                                               | [[]]                                               | [[]]                                               |                                                    |
| 22                                                          | Drammen                                            | Sprint K                                           | 6. březen                                          | [[]]                                               | [[]]                                               | [[]]                                               |                                                    |
| 23                                                          | Oslo                                               | 30 km K hromadný start                             | 9. březen                                          | [[]]                                               | [[]]                                               | [[]]                                               |                                                    |
| Finále Světového poháru (14. březen 2014 – 16. březen 2014) |                                                    |                                                    |                                                    |                                                    |                                                    |                                                    |                                                    |
| 24                                                          | Falun                                              | Sprint K                                           | 14. březen                                         | [[]]                                               | [[]]                                               | [[]]                                               |                                                    |
| 25                                                          | Falun                                              | 15 km skiatlon                                     | 15. březen                                         | [[]]                                               | [[]]                                               | [[]]                                               |                                                    |
| 26                                                          | Falun                                              | 10 km V stíhací závod                              | 16. březen                                         | [[]]                                               | [[]]                                               | [[]]                                               |                                                    |
| Finále Světového poháru – konečné pořadí                    | Finále Světového poháru – konečné pořadí           | Finále Světového poháru – konečné pořadí           | Finále Světového poháru – konečné pořadí           | [[]]                                               | [[]]                                               | [[]]                                               |                                                    |

#### Týmové závody
| Závod | Místo konání | Disciplína      | Datum        | 1. místo                                                                            | 2. místo                                                                             | 3. místo                                                                                       | Detaily |
| ----- | ------------ | --------------- | ------------ | ----------------------------------------------------------------------------------- | ------------------------------------------------------------------------------------ | ---------------------------------------------------------------------------------------------- | ------- |
| 1     | Lillehammer  | Štafeta 4×5 km  | 8. prosinec  | Norsko I Heidi Wengová Therese Johaugová Kristin Størmer Steiraová Marit Bjørgenová | Finsko Aino-Kaisa Saarinenová Anne Kyllönenová Kerttu Niskanenová Krista Lähteenmäki | Spojené státy americké I Kikkan Randallová Sadie Bjornsenová Liz Stephenová Jessica Digginsová | [ 19 ]  |
| 2     | Asiago       | Sprint dvojic K | 22. prosinec | Finsko Aino-Kaisa Saarinenová Anne Kyllönenová                                      | Norsko I Ingvild Flugstad Østberg Maiken Caspersenová Fallaová                       | Německo I Katrin Zellerová Denise Herrmannová                                                  | [ 20 ]  |
| 3     | Nové Město   | Sprint dvojic K | 12. leden    | [[]]                                                                                | [[]]                                                                                 | [[]]                                                                                           |         |

## Bodování
Tabulka ukazuje bodování v závodech Světového poháru v běhu na lyžích v sezóně 2013/14.
| Umístění                                              | 1   | 2   | 3   | 4   | 5   | 6   | 7   | 8   | 9   | 10  | 11 | 12 | 13 | 14 | 15 | 16 | 17 | 18 | 19 | 20 | 21 | 22 | 23 | 24 | 25 | 26 | 27 | 28 | 29 | 30 |
| Individuální závod/Sprint                             | 100 | 80  | 60  | 50  | 45  | 40  | 36  | 32  | 29  | 26  | 24 | 22 | 20 | 18 | 16 | 15 | 14 | 13 | 12 | 11 | 10 | 9  | 8  | 7  | 6  | 5  | 4  | 3  | 2  | 1  |
| Ruka Triple/Finále SP (celkové pořadí) Štafeta        | 200 | 160 | 120 | 100 | 90  | 80  | 72  | 64  | 58  | 52  | 48 | 44 | 40 | 36 | 32 | 30 | 28 | 26 | 24 | 22 | 20 | 18 | 16 | 14 | 12 | 10 | 8  | 6  | 4  | 2  |
| Tour de Ski (celkové pořadí)                          | 400 | 320 | 240 | 200 | 180 | 160 | 144 | 128 | 116 | 104 | 96 | 88 | 80 | 72 | 64 | 60 | 56 | 52 | 48 | 44 | 40 | 36 | 32 | 28 | 24 | 20 | 16 | 12 | 8  | 4  |
| Ruka Triple/Tour de Ski/Finále SP (jednotlivé závody) | 50  | 46  | 43  | 40  | 37  | 34  | 32  | 30  | 28  | 26  | 24 | 22 | 20 | 18 | 16 | 15 | 14 | 13 | 12 | 11 | 10 | 9  | 8  | 7  | 6  | 5  | 4  | 3  | 2  | 1  |
| Bonusové body (prémie v závodech s hromadným startem) | 15  | 12  | 10  | 8   | 6   | 5   | 4   | 3   | 2   | 1   |    |    |    |    |    |    |    |    |    |    |    |    |    |    |    |    |    |    |    |    |

- Úvodní závody Tour de Ski a finále SP jsou hodnoceny pouze polovičním počtem bodů.
- V závodech s hromadným startem získává bonusové body vždy prvních 10 závodníků, kteří projedou skrz cílovou čáru dané prémie
- Body ze štafet, stejně jako z individuálních závodů, se započítávají do žebříčku zemí.